# Кіпр на зимових Олімпійських іграх 2010
Кіпр на зимових Олімпійських іграх 2010 року у Ванкувері був представлений 2 спортсменами в гірськолижному спорті. Обидва учасники — Христофер Параміхалопулос і Софія Параміхалопулу, були братом та сестрою.
Країна удевяте взяла участь в зимових Олімпійських іграх. Кіпріотські спортсмени не здобули жодної медалі.

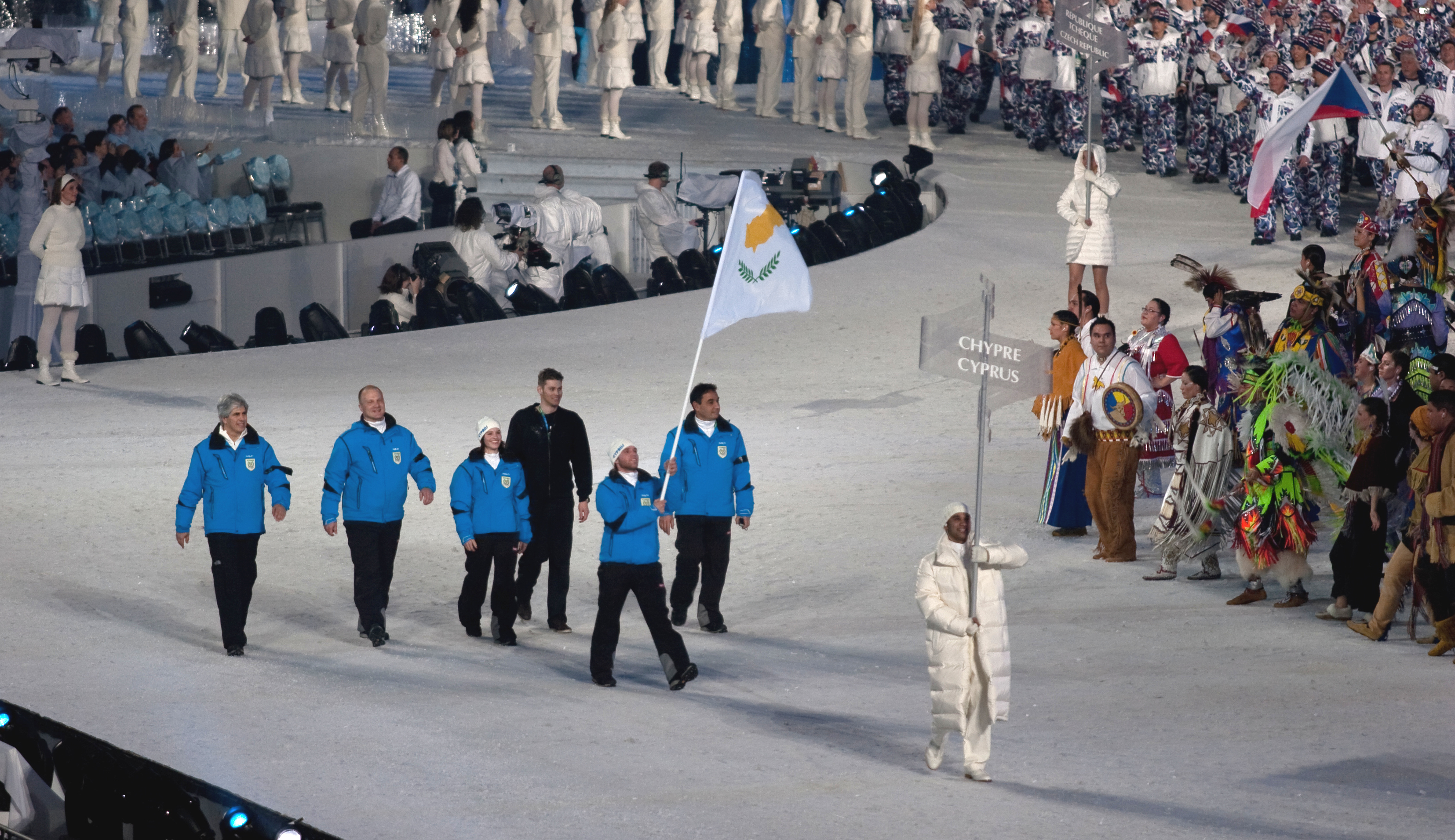
Збірна Кіпру під час Параду націй на церемонії відкриття Олімпіади

## Спортсмени
| Вид спорту          | Чоловіки | Жінки | Всього |
| ------------------- | -------- | ----- | ------ |
| Гірськолижний спорт | 1        | 1     | 2      |
| Усього              | 1        | 1     | 2      |

## Гірськолижний спорт
| Спортсмен                 | Дисципліна                   | Спуск 1      | Спуск 1      | Спуск 2      | Спуск 2      | Разом        | Разом        | Разом |
| Спортсмен                 | Дисципліна                   | Час          | Місце        | Час          | Місце        | Час          | Місце        |       |
| ------------------------- | ---------------------------- | ------------ | ------------ | ------------ | ------------ | ------------ | ------------ | ----- |
| Христофер Парамихалопулос | слалом, чоловіки             | не фінішував | не фінішував | не фінішував | не фінішував | не фінішував | не фінішував |       |
| Христофер Парамихалопулос | гігантський слалом, чоловіки | 1:29.02      | не фінішував | не фінішував | не фінішував | не фінішував | не фінішував |       |
| Софія Парамихалопулу      | слалом, жінки                | 1:02.47      | 65           | 1:02.71      | 53           | 2:05.18      | 53           |       |
| Софія Парамихалопулу      | гігантський слалом, жінки    | 1:28.38      | 64           | 1:23.48      | 54           | 2:51.86      | 55           |       |